# Гамбо
Гамбо је име дато труплу неидентификоване велике морске животиње која се наводно појавила на обали Бунгалов плаже у Гамбији. 
Трупло је открио 15-годишњи Овен Бурнхам и његова породица у рано јуто 12. јуна  1983. године. Овен је трупло измерио а затим направио скице. Касније је схватио да те животиње нема ни у једној књизи. Локални сељаци су веровали да је то трупло делфина. Они су труплу одсекли главу и продали је туристима. Трупло је сахрањено а покушај да се негде премести није успео.